# Falsk balans
Falsk balans är en term som används för att beskriva en debatt eller nyhetsrapportering som är utformad så att båda sidor får komma till tals i lika stor utsträckning och som jämbördiga parter, trots att den ena parten har vetenskapen på sin sida. Detta innebär att man ger oproportionerligt mycket utrymme åt en åsikt, jämfört med fakta. 